# التهاب الإحليل اللاسيلاني
الْتِهابُ الإِحْليلِ اللَّاسَيَلاَنِيّ هو التهاب في الإحليل لا تسببه العصيات البنية السيلانية. يصنف الأطباء التهاب الإحليل إلى نوعين سيلاني ولاسيلاني وذلك لأهداف علاجية.

## الأعراض
يمكن أن تشمل أعراض التهاب الإحليل الألم أو الإحساس بحرقة عند التبول (عسر التبول) أو إفرازات بيضاء/عكرة أو الإحساس المتكرر برغبة في التبول. تكون الأعراض والعلامات عند الرجال عبارة عن إفرازات من القضيب، حرقة أو ألم عند التبول، حكة، تهيج أو مضض. في حين تنطوي الأعراض والعلامات لدى النساء على إفرازات مهبلية، حرقة أو ألم عند التبول، التهابات شرجية وفموية، ألم بطني، نزوف مهبلية غير طبيعية والتي قد تكون مؤشرًا على أن الإصابة قد تطورت إلى داء حوضي التهابي.
ينتقل التهاب الإحليل اللاسيلاني عن طريق لمس فم أو قضيب أو مهبل أو شرج شخص طبيعي بقضيب أو فم أو مهبل شخص مصاب.
التهاب الإحليل اللاسيلاني أشيع لدى الرجال من النساء. قد يكون لدى الرجال مفرزات (سوائل غريبة) من القضيب، ألم خلال التبول، حكة وهياج ومضض حول فتحة القضيب. النساء قد يكنّ لا عرضيات وقد يكنّ مصابات ولا تُكتشف الإصابة إلا عند تفاقمها. قد يتواجد لدى النساء مفرزات من المهبل، حرقة أو ألم عند التبول، ألم في منطقة البطن (المعدة)، نزوف مهبلية خارج فترات الطمث (قد تكون دلالة على أن الإصابة قد تفاقمت أو تطورت إلى داء حوضي التهابي).

## المسببات
هناك العديد من المسببات لالتهاب الإحليل اللاسيلاني. يعود هذا جزئيًا إلى وجود مجموعة كبيرة ومتنوعة من العضويات الحية التي تغزو المسالك البولية بشكل طبيعي. تعد الميورة الحالة لليوريا والمفطورة التناسلية من العضويات المتهمة بإحداث الإصابة. يرتبط التهاب الإحليل اللاسيلاني أيضًا بالإصابة بالتهاب المفصل التفاعلي الذي ينطوي على ثالوث التهاب المفاصل والتهاب الملتحمة والتهاب الإحليل.

### البكتيريا
أكثر أنواع البكتيريا المسببة شيوعًا هي المتدثرة التراخومية، ويمكن أن يكون سببها أيضًا الميورة الحالة لليوريا، المُسْتَدْمِيَةُ المَهْبِلِيَّة، المفطورة التناسلية، المفطورة البشرية، الغاردْنَرِيلَّةُ المَهْبِلِيَّة، الرَّاكِدَةُ اللُّفُوفِيَّة والإشريكية القولونية.

### الفيروسات
فيروس الهربس البسيط والفيروسات الغدانية والفيروس المضخم للخلايا.

### الفطور
المبيضات البيض.

### الطفيليات
تشمل الطفيليات المتهمة المشعرة المهبلية.

### الأسباب اللاعدوائية
يمكن أن يحصل التهاب الإحليل اللاسيلاني بسبب إصابة رضية ميكانيكية (بقثطرة بولية أو منظار المثانة) أو بسبب مادة كيميائية مخرشة (المطهرات أو مبيدات النطاف).

## التشخيص
كان من السهل كشف وجود السيلان من خلال دراسة لطخة من المفرزات الإحليلية ملونة بتلوين غرام تحت المجهر، إذ أن العضويات المسببة ذات مظهر مميز. إلا أن هذا سهل لدى الرجال، والعكس لدى النساء إذ يوجد لديهن بكتيريا أخرى سلبية الغرام ضمن النبيت المهبلي الطبيعي. وبالتالي فإنه يمكن تحديد أحد الأسباب الرئيسية لالتهاب الإحليل (عند الرجال) عن طريق اختبار بسيط شائع، ونشأ الفصل بين التهاب الإحليل السيلاني واللاسيلاني لهذا السبب.
يُشخص التهاب الإحليل اللاسيلاني في حال لم يكن لدى المريض أي علامات أو أعراض على وجود بكتيريا سيلانية من خلال الاستقصاءات المخبرية. السبب الأكثر شيوعًا لالتهاب الإحليل اللاسيلاني (23-55% من الحالات) هو المتدثرة التراخومية.

## التهاب الإحليل اللانوعي
يُعرف التهاب الإحليل اللاسيلاني في المملكة المتحدة بشكل أكثر شيوعًا باسم التهاب الإحليل اللانوعي. لانوعي هو تسمية طبية تعني عدم وجود أي سبب محدد للإصابة. ويشير في هذه الحالة إلى الكشف عن التهاب الإحليل، واستقصاء الإصابة بالسيلان وسلبيته. يكون السبب الأشيع لالتهاب الإحليل اللانوعي في هذه الحالة هو الإصابة بالمتدثرة.
مع ذلك فقد يعني مصطلح التهاب الإحليل اللانوعي في بعض الأحيان استبعاد كلًا من المتدثرة والسيلان. وبالتالي وضمن هذا السياق، إما أن تكون المتدثرة هي السبب المحتمل أو أنها استبعدت. والعضويات التي تُكشف في هذه الحالة بشكل شائع هي الميورة الحالة للبولة والمفطورة البشرية.

## العلاج
يعتمد العلاج على وصف واستخدام المضادات الحيوية بناءً على سلالة الميورة المتهمة. ونظرًا لطبيعة الإصابة متعددة الأسباب فإن إستراتيجيات العلاج الأولية تعتمد على وصف مضادات حيوية فعالة ضد المتدثرة (مثل الدوكسيسيكلين). يستوجب علاج المرضى وشركاؤهم الجنسيين المحتملين في هذه الحالة. قد يتطور لدى النساء المصابات بالتهاب الإحليل اللاسيلاني إصابة بداء حوضي التهابي. وفي حال استمرار الأعراض تستوجب المتابعة مع أخصائي في المسالك البولية لتحديد المسببات.
وفقًا للدراسات فإن استخدام التينيدازول مع الدوكسيسيكلين أو الأزيتروميسين يكون فعالًا في شفاء الإصابة أكثر من استخدام الدوكسيسيكلين أو الأزيتروميسين بمفرده.
في حال عدم العلاج قد تحصل اختلاطات مثل التهاب البربخ وبالتالي العقم. الاستخدام الدائم والصحيح للواقي الذكري المصنوع من اللاتكس خلال العلاقة الجنسية يقي من الإصابة.